# Rheotanytarsus distinctissimus
Rheotanytarsus distinctissimus är en tvåvingeart som först beskrevs av Lars Zakarias Brundin 1947.  Rheotanytarsus distinctissimus ingår i släktet Rheotanytarsus och familjen fjädermyggor. Inga underarter finns listade i Catalogue of Life.